# Rhinobatos sainsburyi
The goldeneye shovelnose ray (Rhinobatos sainsburyi) là một loài cá thuộc họ Rhinobatidae. Nó là loài đặc hữu của Úc. Môi trường sống tự nhiên của chúng là open seas.